# 里奇蒙鎮區 (北達科他州伯利縣)
里奇蒙鎮區（英語：Richland Township）是位於美國北達科他州伯利縣的一個鎮區。

## 地方資料
里奇蒙鎮區的面積為93.47平方千米，當中陸地面積為90.64平方千米，而水域面積為2.83平方千米。根據2010年美國人口普查的數據，當地共有人口33人，而人口密度為每平方千米0.35人。